# B Bay 58
Bei den bayerischen B Bay 58 handelt es sich um zweiachsige Abteilwagen für den Einsatz in Personenzügen nach dem Blatt 104 aus dem Wagenstandsverzeichnis (WV) für die Königlich Bayerischen Staatseisenbahnen vom 31. März 1913 (weitere Angaben siehe untenstehende Liste), welche ursprünglich von den Königlich privilegierten Bayerischen Ostbahnen (B.O.B.) beschafft wurden. Die Wagen gab es sowohl gebremst (mit Bremserhaus) als auch ungebremst.

## Geschichte
Für die Personenbeförderung auf den von ihr betriebenen Linien beschaffte die B.O.B. in den Jahren zwischen 1856 (erstes Geschäftsjahr) und 1875 (letztes Geschäftsjahr und Übernahme durch die K.B.E.) ca. 60 Wagen der Gattung B. Diese wurden alle 1876 von der K.B.Sts.B übernommen und in ihrem Wagenpark ebenfalls als Gattung B eingereiht.

## Beschaffung
Als erste Serie von Personenwagen der Gattung B wurden 1870 insgesamt 45 Wagen von der Fa. Klett & Comp. beschafft. Die gebremsten Wagen hatten einen Stückpreis von 4.250 Talern, die ungebremsten einen von 3.900 Talern. Sie hatten die gleichen Abmessungen wie die Wagen der zweiten Beschaffungsserie.

## Konstruktive Merkmale

### Untergestell
Der Rahmen der Wagen war komplett aus hölzernen Profilen aufgebaut. Als Zugeinrichtung hatten die Wagen Schraubenkupplungen nach VDEV. Die Zugstange war durchgehend und mittig gefedert. Als Stoßeinrichtung besaßen die Wagen in der Lieferversion Stangenpuffer der B.O.B.-Bauart mit einer Einbaulänge von 555 mm und 360 mm für die Pufferteller.

### Laufwerk
Die Wagen hatten aus Blechen und Winkeln genietete Achshalter der kurzen, geraden Bauform. Gelagert waren die Achsen in Gleitachslagern. Die Räder hatten Speichenradkörper des bayerischen Typs 23 mit einem Durchmesser von 1.027 mm. Die jeweils 1.488 Millimeter langen Tragfedern hatten je sechs Blätter. Der Querschnitt der Blätter betrug 96 × 13 Millimeter. In der Lieferversion waren nur bei den gebremsten Wagen in den Wagenkasten integrierte; hochgesetzte Bremserhäuser mit Handspindelbremsen vorhanden. Im Verzeichnis von 1891 wird dann auch für die Wagen ohne Bremserhaus die Ausstattung mit Druckluftbremsen des Typs Westinghouse vermerkt. Im Verzeichnis von 1897 haben dann alle Wagen entweder eine Luftleitung oder eine Westinghouse-Bremse.

### Wagenkasten
Der Rahmen des Wagenkastens bestand aus einem hölzernen Ständerwerk, welches durch Zugbänder versteift wurde. Die Wände waren außen mit Blechen und innen mit Holz verkleidet. Die Stirnwände waren gerade, die Seitenwände ab der Höhe der Griffstangen für die Laufbretter nach unten leicht eingezogen. Das flache Tonnendach ragte nur leicht über die Seitenwände. Die Wagen hatten alle lange, seitliche Laufbretter mit Anhaltestangen. Bei den Wagen mit Bremserhaus war dieses in der typische Form für die B.O.B.-Wagen halbseitig im Wagenkasten integriert und ragte über die Pufferbohle hinaus. Diese Bremserhäuser waren nur von außen zugänglich.

### Ausstattung
Die Wagen hatten alle 4 Abteile mit je zwei Vierer-Bänken je Seite. Diese waren gepolstert. Bei den Wagen mit Bremserhaus nahm der Einbau im Wagenkasten  den Platz einer Doppelsitzbank weg, so dass diese Wagen an Stelle von 32 Sitzen nur 30 hatten. In der Lieferversion waren die Wagen alle mit Öl-Lampen ausgestattet. Im Verzeichnis von 1891 wird für einen Teil der Wagen schon Gasbeleuchtung vermerkt. Parallel erfolgte ab dieser Zeit auch die schrittweise Ausrüstung mit Dampfheizung. Zuvor hatte es keinerlei feste Beheizung durch Öfen oder ähnliches gegeben. Zur Belüftung gab es Lamellenlüfter in den Abteiltüren sowie herablassbare Fenster.

## Skizzen, Musterblätter, Fotos

Ansicht zu Blatt 7 aus B.O.B. WV von 1872
Ansicht zu Blatt 20 aus B.O.B. WV von 1875
Ansicht zu Blatt 33 aus Bayer. WV von 1879
Ansicht zu Blatt 46 aus Bayer. WV von 1891
Ansicht zu Blatt 67 aus Bayer. WV von 1897
Ansicht zu Blatt 104 aus Bayer. WV von 1913

## Wagennummern
| Blatt-Nr. Herstelld.         | Blatt-Nr. Herstelld.         | Blatt-Nr. Herstelld.         | Gattungszeichen je Epoche Wagennummern je Epoche (mit Direktionsangaben) | Gattungszeichen je Epoche Wagennummern je Epoche (mit Direktionsangaben) | Gattungszeichen je Epoche Wagennummern je Epoche (mit Direktionsangaben) | Gattungszeichen je Epoche Wagennummern je Epoche (mit Direktionsangaben) | Gattungszeichen je Epoche Wagennummern je Epoche (mit Direktionsangaben) | Gattungszeichen je Epoche Wagennummern je Epoche (mit Direktionsangaben) | Gattungszeichen je Epoche Wagennummern je Epoche (mit Direktionsangaben) | Gattungszeichen je Epoche Wagennummern je Epoche (mit Direktionsangaben) | Gattungszeichen je Epoche Wagennummern je Epoche (mit Direktionsangaben) | Gattungszeichen je Epoche Wagennummern je Epoche (mit Direktionsangaben) | Fahrwerk / Ausstattung / Zusatzinfos (siehe jeweilige Legende) | Fahrwerk / Ausstattung / Zusatzinfos (siehe jeweilige Legende) | Fahrwerk / Ausstattung / Zusatzinfos (siehe jeweilige Legende) | Fahrwerk / Ausstattung / Zusatzinfos (siehe jeweilige Legende) | Fahrwerk / Ausstattung / Zusatzinfos (siehe jeweilige Legende) | Fahrwerk / Ausstattung / Zusatzinfos (siehe jeweilige Legende) | Fahrwerk / Ausstattung / Zusatzinfos (siehe jeweilige Legende) | Fahrwerk / Ausstattung / Zusatzinfos (siehe jeweilige Legende) | Fahrwerk / Ausstattung / Zusatzinfos (siehe jeweilige Legende) | Fahrwerk / Ausstattung / Zusatzinfos (siehe jeweilige Legende) | Fahrwerk / Ausstattung / Zusatzinfos (siehe jeweilige Legende) |
| Bau- jahr                    | Her- steller                 | Anz.                         | B.O.B. bis 1872                                                          | B.O.B. ab 1872                                                           | KBE ab 1876                                                              | KBE ab 1884                                                              | KBE ab 1893                                                              | KBE ab 1894                                                              | KBE ab 1907                                                              | DR (ab 1923)                                                             | DRG (ab 1930)                                                            | Ausge- mustert                                                           | Anz. Ach- sen                                                  | Brem- sen                                                      | Bl.                                                            | Hz.                                                            | Art u. Anz. Abteile (Sitze)                                    | Art u. Anz. Abteile (Sitze)                                    | Art u. Anz. Abteile (Sitze)                                    | Art u. Anz. Abteile (Sitze)                                    | Mil.                                                           | Mil.                                                           | Bemer- kung                                                    |
| Blatt-Nr. aus WV von Gattung | Blatt-Nr. aus WV von Gattung | Blatt-Nr. aus WV von Gattung | 7 1872 B.br.                                                             | 20 1875 B.br.                                                            | 33 1876 P.II.                                                            | 46 1891 P II.                                                            | Plan 1893 B.                                                             | 67 1897 B.                                                               | 1049 1913 B                                                              | B Bay 58                                                                 | B Bay 58                                                                 |                                                                          |                                                                |                                                                |                                                                |                                                                | A                                                              | 1.                                                             | 2.                                                             | 3.                                                             | O                                                              | M                                                              |                                                                |
| ---------------------------- | ---------------------------- | ---------------------------- | ------------------------------------------------------------------------ | ------------------------------------------------------------------------ | ------------------------------------------------------------------------ | ------------------------------------------------------------------------ | ------------------------------------------------------------------------ | ------------------------------------------------------------------------ | ------------------------------------------------------------------------ | ------------------------------------------------------------------------ | ------------------------------------------------------------------------ | ------------------------------------------------------------------------ | -------------------------------------------------------------- | -------------------------------------------------------------- | -------------------------------------------------------------- | -------------------------------------------------------------- | -------------------------------------------------------------- | -------------------------------------------------------------- | -------------------------------------------------------------- | -------------------------------------------------------------- | -------------------------------------------------------------- | -------------------------------------------------------------- | -------------------------------------------------------------- |
| 1858                         | Klett                        | 6                            | 1                                                                        | 151                                                                      | 17 850                                                                   | 17 850                                                                   |                                                                          | 1 779                                                                    |                                                                          |                                                                          |                                                                          | <1913                                                                    | 2                                                              | Brh (Wsbr)                                                     | Öl                                                             | (D)                                                            |                                                                |                                                                | 4 (30)                                                         |                                                                | 30                                                             |                                                                |                                                                |
| 1858                         | Klett                        | 6                            | 2                                                                        | 152                                                                      | 17 851                                                                   | 17 851                                                                   |                                                                          | 1 780                                                                    |                                                                          |                                                                          |                                                                          | <1913                                                                    | 2                                                              | Brh (Wsbr)                                                     | Öl                                                             | (D)                                                            | [ Anm. 1 ]                                                     |                                                                | 4 (30)                                                         |                                                                | 30                                                             |                                                                |                                                                |
| 1858                         | Klett                        | 6                            | 3                                                                        | 153                                                                      | 17 852                                                                   | 17 852                                                                   |                                                                          | 1 781                                                                    |                                                                          |                                                                          |                                                                          | <1913                                                                    | 2                                                              | Brh (Wsbr)                                                     | Öl                                                             | (D)                                                            | [ Anm. 1 ]                                                     |                                                                | 4 (30)                                                         |                                                                | 30                                                             |                                                                |                                                                |
| 1858                         | Klett                        | 6                            | 4                                                                        | 154                                                                      | 17 853                                                                   | 17 853                                                                   |                                                                          | 1 782                                                                    | 1 782                                                                    |                                                                          |                                                                          | <1920                                                                    | 2                                                              | Brh (Wsbr)                                                     | Öl (G)                                                         | (D)                                                            | [ Anm. 2 ]                                                     |                                                                | 4 (30)                                                         |                                                                | 30                                                             |                                                                |                                                                |
| 1858                         | Klett                        | 6                            | 5                                                                        | 155                                                                      | 17 854                                                                   | 17 854                                                                   |                                                                          | 1 783                                                                    | 1 783                                                                    |                                                                          |                                                                          | <1920                                                                    | 2                                                              | Brh (Wsbr)                                                     | Öl (G)                                                         | (D)                                                            |                                                                |                                                                | 4 (30)                                                         |                                                                | 30                                                             |                                                                |                                                                |
| 1858                         | Klett                        | 6                            | 6                                                                        | 156                                                                      | 17 855                                                                   | 17 855                                                                   |                                                                          | 1 784                                                                    |                                                                          |                                                                          |                                                                          | <1913                                                                    | 2                                                              | Brh (Wsbr)                                                     | Öl (G)                                                         | (D)                                                            |                                                                |                                                                | 4 (30)                                                         |                                                                | 30                                                             |                                                                |                                                                |
| Blatt-Nr. aus WV von Gattung | Blatt-Nr. aus WV von Gattung | Blatt-Nr. aus WV von Gattung | 7 1872 B.br.                                                             | 20 1875 B.br.                                                            | 33 1876 P.II.                                                            | 46 1891 P II.                                                            | Plan 1893 B.                                                             | 67 1897 B.                                                               | 1049 1913 B                                                              | B Bay 58                                                                 | B Bay 58                                                                 |                                                                          |                                                                |                                                                |                                                                |                                                                | A                                                              | 1.                                                             | 2.                                                             | 3.                                                             | O                                                              | M                                                              |                                                                |
| 1858                         | Klett                        | 5                            | 7                                                                        | 157                                                                      | 17 856                                                                   | 17 856                                                                   | 1 785                                                                    |                                                                          |                                                                          |                                                                          |                                                                          | <1897                                                                    | 2                                                              | ?                                                              | Öl                                                             | (D)                                                            |                                                                |                                                                | 4 (32)                                                         |                                                                | 32                                                             |                                                                |                                                                |
| 1858                         | Klett                        | 5                            | 8                                                                        | 158                                                                      | 17 857                                                                   | 17 857                                                                   | 1 786                                                                    |                                                                          |                                                                          |                                                                          |                                                                          | <1897                                                                    | 2                                                              | ?                                                              | Öl                                                             | (D)                                                            |                                                                |                                                                | 4 (32)                                                         |                                                                | 32                                                             |                                                                |                                                                |
| 1858                         | Klett                        | 5                            | 9                                                                        | 159                                                                      | 17 858                                                                   | 17 858                                                                   | 1 787                                                                    |                                                                          |                                                                          |                                                                          |                                                                          | <1897                                                                    | 2                                                              | ?                                                              | Öl                                                             | (D)                                                            |                                                                |                                                                | 4 (32)                                                         |                                                                | 32                                                             |                                                                |                                                                |
| 1858                         | Klett                        | 5                            | 10                                                                       | 160                                                                      | 17 859                                                                   | 17 859                                                                   | 1 788                                                                    | 1 788                                                                    |                                                                          |                                                                          |                                                                          | <1913                                                                    | 2                                                              | (Wsbr)                                                         | Öl                                                             | (D)                                                            |                                                                |                                                                | 4 (32)                                                         |                                                                | 32                                                             |                                                                |                                                                |
| 1858                         | Klett                        | 5                            | 11                                                                       | 161                                                                      | 17 860                                                                   | 17 860                                                                   | 1 789                                                                    | 1 789                                                                    |                                                                          |                                                                          |                                                                          | <1913                                                                    | 2                                                              | (Wsbr)                                                         | Öl                                                             | (D)                                                            |                                                                |                                                                | 4 (32)                                                         |                                                                | 32                                                             |                                                                |                                                                |
| 1859                         | Klett                        | 9                            | 12                                                                       | 162                                                                      | 17 861                                                                   | 17 861                                                                   | 1 790                                                                    |                                                                          |                                                                          |                                                                          |                                                                          | <1897                                                                    | 2                                                              |                                                                | Öl                                                             | (D)                                                            |                                                                |                                                                | 4 (32)                                                         |                                                                | 32                                                             |                                                                |                                                                |
| 1859                         | Klett                        | 9                            | 13                                                                       | 163                                                                      | 17 862                                                                   | 17 862                                                                   | 1 791                                                                    |                                                                          |                                                                          |                                                                          |                                                                          | <1897                                                                    | 2                                                              |                                                                | Öl                                                             | (D)                                                            |                                                                |                                                                | 4 (32)                                                         |                                                                | 32                                                             |                                                                |                                                                |
| 1859                         | Klett                        | 9                            | 14                                                                       | 164                                                                      | 17 863                                                                   | 17 863                                                                   | 1 792                                                                    | 1 792                                                                    |                                                                          |                                                                          |                                                                          | <1913                                                                    | 2                                                              | (Wsbr)                                                         | Öl                                                             | (D)                                                            |                                                                |                                                                | 4 (32)                                                         |                                                                | 32                                                             |                                                                |                                                                |
| 1859                         | Klett                        | 9                            | 15                                                                       | 165                                                                      | 17 864                                                                   | 17 864                                                                   | 1 793                                                                    |                                                                          |                                                                          |                                                                          |                                                                          | <1897                                                                    | 2                                                              |                                                                | Öl                                                             | (D)                                                            |                                                                |                                                                | 4 (32)                                                         |                                                                | 32                                                             |                                                                |                                                                |
| 1859                         | Klett                        | 9                            | 16                                                                       | 166                                                                      | 17 865                                                                   | 17 865                                                                   | 1 794                                                                    |                                                                          |                                                                          |                                                                          |                                                                          | <1897                                                                    | 2                                                              |                                                                | Öl                                                             | (D)                                                            |                                                                |                                                                | 4 (32)                                                         |                                                                | 32                                                             |                                                                |                                                                |
| 1859                         | Klett                        | 9                            | 17                                                                       | 167                                                                      | 17 866                                                                   | 17 866                                                                   | 1 795                                                                    |                                                                          |                                                                          |                                                                          |                                                                          | <1897                                                                    | 2                                                              |                                                                | Öl                                                             | (D)                                                            |                                                                |                                                                | 4 (32)                                                         |                                                                | 32                                                             |                                                                |                                                                |
| 1859                         | Klett                        | 9                            | 18                                                                       | 168                                                                      | 17 867                                                                   | 17 867                                                                   | 1 796                                                                    |                                                                          |                                                                          |                                                                          |                                                                          | <1897                                                                    | 2                                                              |                                                                | Öl                                                             | (D)                                                            |                                                                |                                                                | 4 (32)                                                         |                                                                | 32                                                             |                                                                |                                                                |
| 1859                         | Klett                        | 9                            | 19                                                                       | 169                                                                      | 17 868                                                                   | 17 868                                                                   | 1 797                                                                    |                                                                          |                                                                          |                                                                          |                                                                          | <1897                                                                    | 2                                                              |                                                                | Öl                                                             | (D)                                                            |                                                                |                                                                | 4 (32)                                                         |                                                                | 32                                                             |                                                                |                                                                |
| 1859                         | Klett                        | 9                            | 20                                                                       | 170                                                                      | 17 869                                                                   | 17 869                                                                   | 1 798                                                                    |                                                                          |                                                                          |                                                                          |                                                                          | <1897                                                                    | 2                                                              |                                                                | Öl                                                             | (D)                                                            |                                                                |                                                                | 4 (32)                                                         |                                                                | 32                                                             |                                                                |                                                                |
| 1860                         | Klett                        | 10                           | 21– 24                                                                   | 171– 174                                                                 | 17 870– 17 873                                                           | 17 870– 17 873                                                           | 1 799– 1 802                                                             |                                                                          |                                                                          |                                                                          |                                                                          | <1897                                                                    | 2                                                              |                                                                | Öl                                                             | (D)                                                            |                                                                |                                                                | 4 (32)                                                         |                                                                | 32                                                             |                                                                |                                                                |
| 1860                         | Klett                        | 10                           | 25– 28                                                                   | 175– 178                                                                 | 17 874– 17 877                                                           | 17 874– 17 877                                                           | 1 803– 1 806                                                             | 1 803– 1 806                                                             |                                                                          |                                                                          |                                                                          | <1913                                                                    | 2                                                              | (Ll)                                                           | Öl                                                             | (D)                                                            |                                                                |                                                                | 4 (32)                                                         |                                                                | 32                                                             |                                                                |                                                                |
| 1860                         | Klett                        | 10                           | 29                                                                       | 179                                                                      | 17 878                                                                   | 17 878                                                                   | 1 807                                                                    | 1 807                                                                    |                                                                          |                                                                          |                                                                          | <1913                                                                    | 2                                                              | (Wsbr)                                                         | Öl                                                             | (D)                                                            |                                                                |                                                                | 4 (32)                                                         |                                                                | 32                                                             |                                                                |                                                                |
| 1860                         | Klett                        | 10                           | 30                                                                       | 180                                                                      | 17 879                                                                   | 17 879                                                                   | 1 808                                                                    | 1 808                                                                    |                                                                          |                                                                          |                                                                          | <1913                                                                    | 2                                                              | (Ll)                                                           | Öl                                                             | (D)                                                            |                                                                |                                                                | 4 (32)                                                         |                                                                | 32                                                             |                                                                |                                                                |
| 1861                         | Klett                        | 9                            | 31– 32                                                                   | 181– 182                                                                 | 17 880– 17 881                                                           | 17 880– 17 881                                                           | 1 809– 1 810                                                             |                                                                          |                                                                          |                                                                          |                                                                          | <1897                                                                    | 2                                                              | (Ll)                                                           | Öl                                                             | (D)                                                            |                                                                |                                                                | 4 (32)                                                         |                                                                | 32                                                             |                                                                |                                                                |
| 1861                         | Klett                        | 9                            | 33– 37                                                                   | 183– 187                                                                 | 17 882– 17 886                                                           | 17 882– 17 886                                                           | 1 811– 1 815                                                             |                                                                          |                                                                          |                                                                          |                                                                          | <1897                                                                    | 2                                                              | (Ll)                                                           | Öl                                                             |                                                                |                                                                |                                                                | 4 (32)                                                         |                                                                | 32                                                             |                                                                |                                                                |
| 1861                         | Klett                        | 9                            | 38– 39                                                                   | 188– 189                                                                 | 17 887– 17 888                                                           | 17 887– 17 888                                                           | 1 816– 1 817                                                             |                                                                          |                                                                          |                                                                          |                                                                          | <1897                                                                    | 2                                                              | (Ll)                                                           | Öl                                                             | (D)                                                            |                                                                |                                                                | 4 (32)                                                         |                                                                | 32                                                             |                                                                |                                                                |
| 1862                         | Klett                        | 6                            | 40– 44                                                                   | 190– 194                                                                 | 17 889– 17 883                                                           | 17 889– 17 883                                                           | 1 818– 1 822                                                             |                                                                          |                                                                          |                                                                          |                                                                          | <1897                                                                    | 2                                                              | (Ll)                                                           | Öl                                                             |                                                                |                                                                |                                                                | 4 (32)                                                         |                                                                | 32                                                             |                                                                |                                                                |
| 1862                         | Klett                        | 6                            | 45                                                                       | 195                                                                      | 17 884                                                                   | 17 884                                                                   | 1 823                                                                    | 1 823                                                                    |                                                                          |                                                                          |                                                                          | <1913                                                                    | 2                                                              | (Wsbr)                                                         | Öl                                                             |                                                                |                                                                |                                                                | 4 (32)                                                         |                                                                | 32                                                             |                                                                |                                                                |